# Protection du potentiel scientifique et technique de la nation
Le potentiel scientifique et technique de la Nation (PSTN) est constitué de l’ensemble des biens matériels et immatériels propres à l’activité scientifique fondamentale et appliquée et au développement technologique de la nation française. Les éléments essentiels du potentiel constituent des intérêts fondamentaux de la nation définis à l’article 410-1 du code pénal.
La protection du potentiel scientifique et technique de la Nation (PPST) est organisée par un dispositif réglementaire rénové en 2012. Ce dispositif vise à protéger l’accès aux savoirs, aux savoir-faire et aux technologies des établissements publics ou privés localisés sur le territoire national, lorsque leur détournement ou leur captation pourraient :
- porter atteinte aux intérêts économiques de la Nation ;
- renforcer des arsenaux militaires étrangers ou affaiblir les capacités de défense de la Nation ;
- contribuer à la prolifération des armes de destruction massive et de leurs vecteurs ;
- favoriser des actes terroristes sur le territoire national ou à l’étranger.

Le dispositif vise à limiter les risques de pillage des connaissances pouvant être utilisées à des fins malveillantes.

## Cadre juridique
Le dispositif de PPST s’appuie sur les textes suivants :
- articles 413-7[b] et R. 413-5-1[c] du code pénal ;
- décret no 2011-1425 du 2 novembre 2011 portant application de l’article 413-7 du code pénal et relatif à la protection du potentiel scientifique et technique de la nation[d] ;
- arrêté du 3 juillet 2012 relatif à la protection du potentiel scientifique et technique de la nation[e] ;
- circulaire interministérielle no 3415/SGDSN/AIST/PST du 7 novembre 2012 relative à la mise en œuvre du dispositif de protection du potentiel scientifique et technique de la nation[f] ;
- décret no 2024-430 du 14 mai 2024 - art. 1[g].

## Mesures de protection
Le dispositif consiste à mettre en œuvre :
- des mesures de protection de certains lieux abritant des éléments sensibles du potentiel scientifique et technique de la Nation. Ces lieux, délimités par arrêté, constituent des zones protégées au sens de l’article 413-7 du code pénal. Ils sont dénommés « zones à régime restrictif » (ZRR) et leur accès est contrôlé (l’autorisation d’y entrer doit notamment avoir fait l’objet d’un avis favorable du ministre concerné) ;
- des mesures d’encadrement et d’accompagnement de certaines activités menées par des unités de recherche ou de production dans des secteurs scientifiques et techniques protégés listés en annexe de l’arrêté du 3 juillet 2012 relatif à la PPST. Les ministères concernés émettent des avis sur les projets de coopérations internationales des unités dont ils assurent la tutelle. Ils sont tenus informés par ces unités des congrès ou séminaires organisés dans les secteurs protégés. Certaines unités de recherche ou de production bénéficient de mesures de protection renforcée.

### Organisation de la mise en œuvre du dispositif
Le pilotage du dispositif est conduit par le Secrétariat général de la défense et de la sécurité nationale (SGDSN), qui assure la supervision de sa mise en œuvre et en fixe les orientations nationales. 
Six ministres sont chargés de le mettre en œuvre au sein des établissements dont ils assurent la tutelle ou qui relèvent de leur domaine de compétence :
- ministère de l'Écologie, du Développement durable et de l'Énergie ;
- ministère de l’Éducation nationale, de l’Enseignement supérieur et de la Recherche ;
- ministère de la Défense ;
- ministère des Affaires sociales, de la Santé et des Droits des femmes ;
- ministère de l’Agriculture, de l’Agroalimentaire et de la Forêt ;
- ministère de l’Économie, de l’Industrie et du Numérique.

Tout service, établissement ou entreprise entrant dans le champ d’application de la PPST peut contacter les services du Haut fonctionnaire de défense et de sécurité (HFDS) du ministère concerné pour obtenir toute information sur le dispositif.

## Zones à régime restrictif
Une zone à régime restrictif (ZRR) est une catégorie de zone protégée au sens de l’article 413-7 du code pénal, constituée de locaux et/ou de terrains clos dans lesquels l’accès et la circulation sont réglementés afin d’assurer la protection des installations, du matériel ou des recherches, études ou fabrications qu’abritent ces zones.

### Création d’une ZRR
Une ZRR est créée par arrêté du ministre exerçant la tutelle sur le service ou l’établissement concerné ou ayant compétence sur les activités de l’entreprise concernée. La création d’une ZRR suppose la constitution d’un dossier de demande de création validé par le ministre concerné.

### Principes généraux
Les établissements concernés par les dispositifs de protection antérieurs à la PPST ont vocation, sauf quelques exceptions, à créer des ZRR. Des ZRR peuvent également être instituées au sein de nouveaux établissements. Une ZRR peut, de manière flexible selon les besoins, recouvrir tout ou partie d’un établissement (espaces destinés à la recherche, moyens de productions, bureaux d’étude, salles de serveurs informatiques, etc.) afin de ne cibler que les zones nécessitant réellement une protection.

### Instruction d’une demande d’accès à une ZRR
Tout accès à une ZRR pour y effectuer un stage, y préparer un doctorat, y participer à une activité de recherche, y suivre une formation, y effectuer une prestation de service ou y exercer une activité professionnelle est soumis à l’autorisation du chef de service, d’établissement ou d’entreprise, après avis favorable du ministre de tutelle ou, à défaut, du ministre qui a compétence sur les activités concernées.
Les hauts fonctionnaires de défense et de sécurité instruisent, pour le ministre, les demandes d’accès transmises pour avis. L’instruction repose sur une analyse scientifique et technique des candidatures destinée à prévenir la captation d’informations sensibles.
Le ministre dispose d’un délai maximal de deux mois pour instruire les dossiers de demande d’accès aux ZRR. Ce délai est nécessaire pour garantir la bonne instruction de l’ensemble des demandes d’accès. Si l’instruction du dossier le permet, le ministre peut donner sa réponse avant le terme du délai. Au terme des deux mois, le silence gardé par le ministre vaut avis défavorable.
Les simples visites à l’intérieur d’une ZRR sont exemptées de l’avis du ministre. Elles sont soumises à la seule autorisation du chef d’établissement. Une visite est un passage temporaire au sein d’une ZRR, sans participation directe du visiteur aux activités scientifiques et techniques qui ont vocation à être protégées. Le visiteur doit donc être encadré et suivre un circuit défini de telle manière qu’aucune information à protéger ne puisse, lors de la visite, être directement accessible ou déduite.

### Mesures de protection de la ZRR
La PPST impose seulement qu’une ZRR soit un espace clos doté, à chacun de ses accès extérieurs, d’une signalétique informant du statut de cet espace et des conséquences pénales auxquelles s’expose une personne y entrant sans autorisation. Les services, établissements ou entreprises hébergeant des ZRR sont libres d’apporter, s’ils le souhaitent, des moyens de protection physiques complémentaires.
Les services, établissements ou entreprises qui comprennent une ou plusieurs ZRR se dotent d’une politique de sécurité des systèmes d’information (PSSI) et la mettent en œuvre. Cette PSSI doit être cohérente avec les mesures de protection des ZRR.